# Imagination (film 1910)
Imagination è un cortometraggio muto del 1910. Il nome del regista non viene riportato nei credit.

## Produzione
Il film fu prodotto dalla Essanay Film Manufacturing Company.

## Distribuzione
Distribuito dall'Essanay Film Manufacturing Company, il film - un cortometraggio di 196 metri - uscì nelle sale cinematografiche USA il 6 aprile 1910. Nelle proiezioni, veniva programmato con il sistema dello split reel, accorpato in un'unica bobina con un altro cortometraggio prodotto dall'Essanay, la commedia Henry's New Hat.